# Pseudomicrocara montivagans
Pseudomicrocara montivagans là một loài bọ cánh cứng trong họ Scirtidae. Loài này được Blackburn miêu tả khoa học năm 1892.